# Campeonato Italiano de Rugby 2020-21
El Campeonato de Rugby de Italia de 2020-21 fue la 91.ª edición de la primera división del rugby de Italia.

## Sistema de disputa
El torneo se desarrolló en dos etapas, una fase regular en la cual los equipos disputaron encuentros en condición de local y de visitante frente a cada uno de sus rivales.
Luego se disputó una etapa de eliminación directa, en la cual los primeros cuatro equipos de la fase regular clasifican a las semifinales en la búsqueda por el campeonato.
El descenso fue suspendido por esta temporada debido a la pandemia de COVID-19.

## Desarrollo
- Tabla de posiciones:[1]

Actualizado a últimos partidos disputados el 8 de mayo de 2021.
| Pos. | Equipo           | Encuentros | Encuentros | Encuentros | Encuentros | Tantos | Tantos | Tantos | PB | PB | Puntos |
| Pos. | Equipo           | PJ         | PG         | PE         | PP         | F      | C      | Dif    | BO | BD | Puntos |
| ---- | ---------------- | ---------- | ---------- | ---------- | ---------- | ------ | ------ | ------ | -- | -- | ------ |
| 1.º  | Petrarca Padova  | 18         | 16         | 1          | 1          | 571    | 243    | +328   | 11 | 1  | 78     |
| 2.º  | Rovigo           | 18         | 13         | 1          | 4          | 574    | 325    | +249   | 9  | 4  | 67     |
| 3.º  | Calvisano        | 18         | 12         | 2          | 4          | 531    | 299    | +232   | 8  | 4  | 64     |
| 4.º  | Valorugby Emilia | 18         | 12         | 1          | 5          | 494    | 339    | +155   | 6  | 4  | 60     |
| 5.º  | Viadana          | 18         | 9          | 1          | 8          | 431    | 439    | -8     | 6  | 2  | 46     |
| 6.º  | Mogliano         | 18         | 8          | 1          | 9          | 317    | 344    | -27    | 2  | 4  | 40     |
| 7.º  | Fiamme Oro       | 17         | 5          | 1          | 11         | 344    | 349    | -5     | 4  | 4  | 30     |
| 8.º  | Rugby Lyons      | 18         | 6          | 0          | 12         | 287    | 515    | -228   | 2  | 1  | 27     |
| 9.º  | Colorno Rugby    | 17         | 3          | 0          | 14         | 286    | 548    | -262   | 4  | 2  | 14     |
| 10.º | SS Lazio         | 18         | 1          | 0          | 17         | 294    | 748    | -454   | 5  | 2  | 11     |

- El encuentro entre Colorno y Fiamme Oro fue cancelado por razones sanitarias.

|  | Clasificado a Semifinales. |

### Semifinales
| 15 de mayo de 2021 | Valorugby Emilia | 16 - 27 | Petrarca Padova |  |  |

| 22 de mayo de 2021 | Petrarca Padova | 23 - 24 | Valorugby Emilia |  |  |

- Petrarca Padova clasifica a la final con un global de 50 a 40.

| 16 de mayo de 2021 | Calvisano | 31 - 22 | Rovigo |  |  |

| 23 de mayo de 2021 | Rovigo | 17 - 6 | Calvisano |  |  |

- Rovigo clasifica a la final con un global de 39 a 37.

### Final
| 2 de junio de 2021 | Petrarca Padova | 20 - 23 | Rovigo | Stadio Plebiscito, Padova |  |

| Bandera de Italia    |
| Campeón Rugby Rovigo |
| Décimo tercer título |